# William Vincent Wallace
Pour les articles homonymes, voir William Wallace (homonymie).
William Vincent Wallace, né à Waterford (Irlande) le 11 mars 1812 et mort à Sauveterre-de-Comminges le 12 octobre 1865, est un pianiste et compositeur irlandais.

## Biographie

### Enfance et jeunesse
William Wallace naît à Colbeck Street, Waterford, en Irlande. Ses deux parents sont irlandais, son père, du Comté de Mayo, est un chef de musique militaire. Il apprend enfant à jouer de plusieurs instruments et devient violon solo à Dublin en même temps qu'un bon pianiste. Sous l'égide de son père et de son oncle, il écrit pour les orchestres de la région. À l'âge de dix-huit ans, il est organiste à l'église de Thurles et joue du piano au [couvent des Ursulines. Il tombe amoureux d'une élève, Isabella Kelly, dont le père consent au mariage à condition que Wallace embrasse la religion catholique romaine et prenne le prénom de Vincent.

### Carrière et voyages
Jeune homme aventureux, Wallace émigre en Australie en 1835 avec sa femme, son bébé, sa sœur Elisabeth, une soprano, et son frère  Wellington, un flûtiste. Ils donnent ensemble des concerts familiaux. La famille ouvre à Sydney la première école de musique australienne en 1836. Elisabeth, pianiste accomplie, épouse un chanteur australien très connu, John Bushelle, avec lequel elle donne de nombreux récitals. Wallace importe des pianos et donne également des récitals sous le patronage du général Sir Richard Bourke. Il se sépare de sa femme et entame une carrière itinérante. Wallace a affirmé que d'Australie il est allé en Nouvelle-Zélande sur un baleinier, voyagé dans les mers du Sud, visité la plupart des provinces intérieures de l'Inde et a passé quelque temps à la chasse au tigre, et, finalement, visité le Chili, le Pérou et l'Argentine, en donnant des concerts dans les grandes villes. En 1841, Wallace dirige l'opéra italien de Mexico et, au début des années 1840, il fait une tournée réussie aux États-Unis où il participe à la fondation du New York Philharmonic.
Il retourne à Londres en 1845 et fait diverses apparitions en tant que pianiste. En novembre de cette même année, son opéra Maritana est créé à Drury Lane avec succès et est ensuite présenté à Vienne, au Royal Opera House de Covent Garden et en Australie. La sœur de Wallace, Elisabeth, apparaît à Covent Garden dans le rôle-titre en 1848. Maritana est suivi par Matilda of Hungary (en) (1847), Lurline (en) (1860), The Amber Witch (en) (1861), Love's Triumph (1862) et The Desert Flower (en) (1863) (basé sur le livret de Fromental Halévy, Jaguarita l'Indienne (en)). Il publie également nombre de compositions pour le piano.
Vincent Wallace est un homme cultivé et un musicien accompli dont le travail comme compositeur d'opéra, dans une période qui n'encourageait pas la musique en Angleterre, a une valeur historique inestimable. Comme Michael William Balfe, il est né Irlandais, et sa réputation comme l'un des rares compositeurs connus au-delà du Royaume-Uni de Grande-Bretagne et d'Irlande à cette époque est naturellement associée à Balfe.

### Dernières années
En 1850, Wallace devient citoyen américain après son mariage à New York avec Helen Stoepel, pianiste et sœur du compositeur Robert Stoepel (en). Dans ses dernières années il devient presque aveugle et meurt dans des circonstances misérables au Château de Bagen à Sauveterre-de-Comminges dans les Pyrénées le 12 octobre 1865, laissant une veuve et deux enfants. Il est enterré dans le cimetière de Kensal Green à Londres.

## Galerie

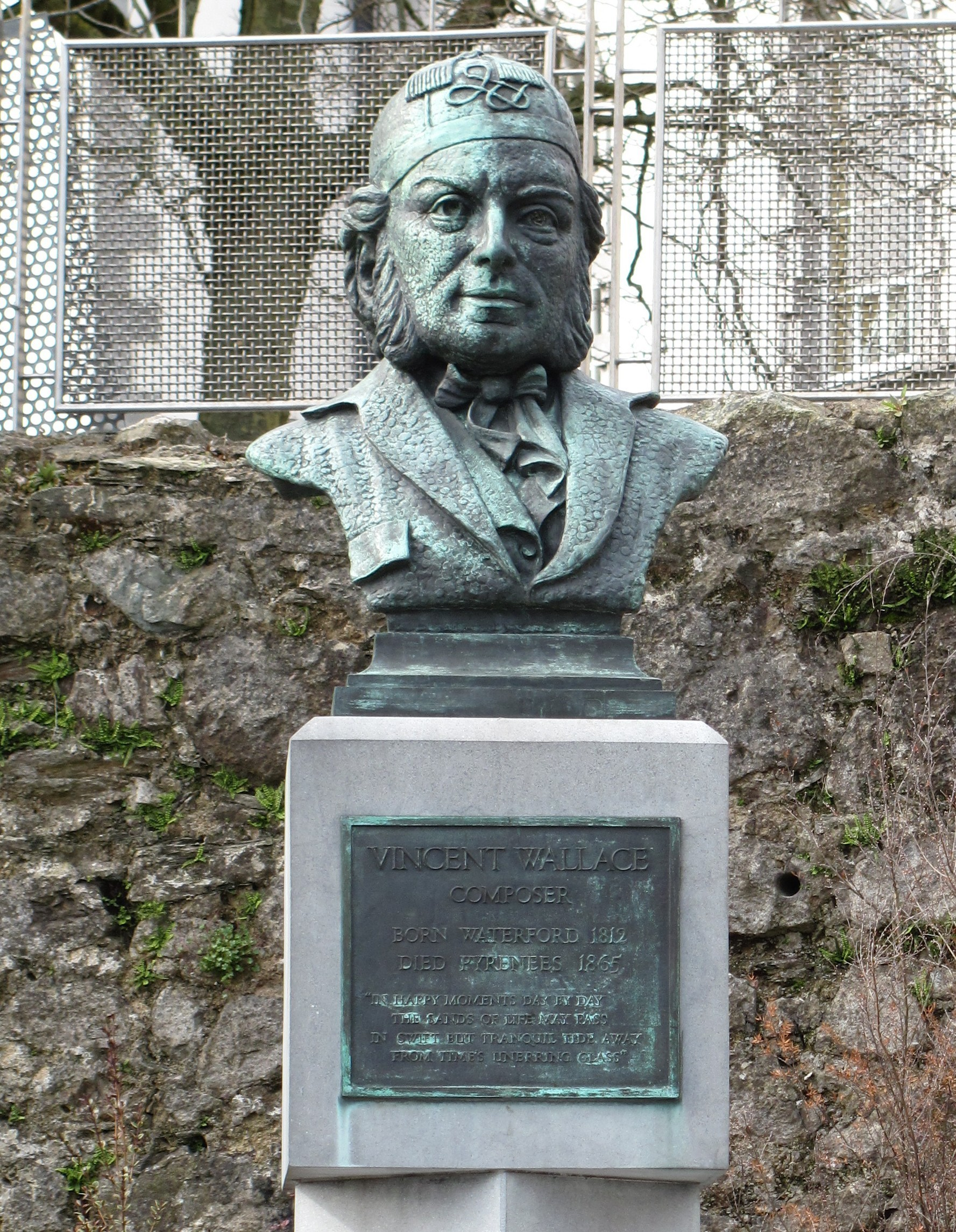
Buste de Wallace à l'extérieur du Theatre Royal de Waterford.
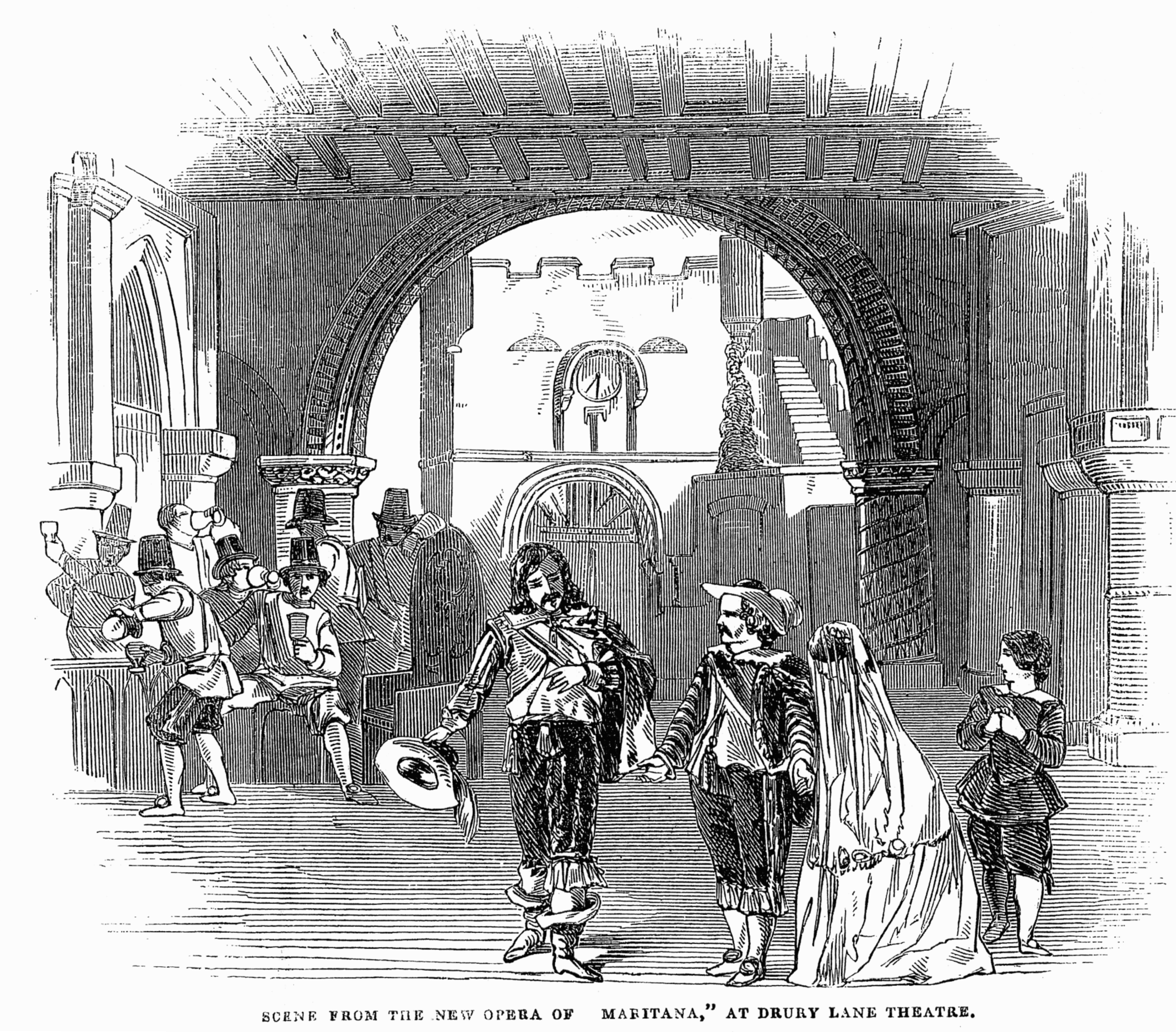
Scène de Maritana (1845) : le mariage de Don César et de Maritana
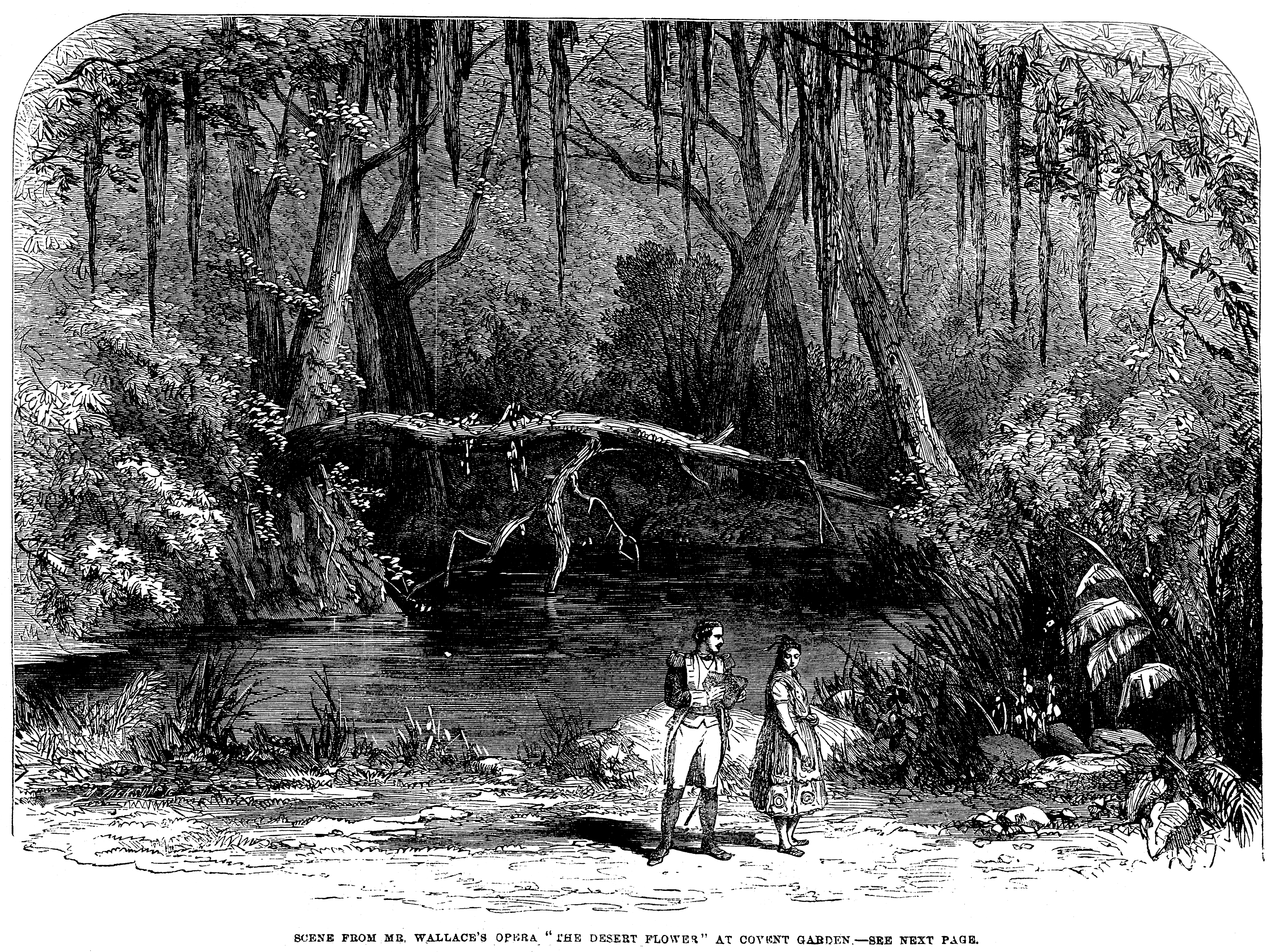
Act II, Scene 1, The Desert Flower (1863)